# Or (字母)
Or 為臺語等之語言的二合字母。
- Or（小寫 or）在臺語中是一個單獨的字母（二合字母），代表着元音中之中央元音/ə/、或者半閉後圓唇元音/o/[1][2]。

## 參看
- 閉後不圓唇元音

## 外部參考文獻
- 鯤島本土文化（页面存档备份，存于）